# Ре Чеккони, Лучано
Лучано Ре Чеккони (итал. Luciano Re Cecconi; 1 декабря 1948 года, Нервьяно, Италия — 18 января 1977 года, Рим, Италия) — итальянский футболист, защитник. Был известен по прозвищу «белокурый ангел» (итал. l’Angelo Biondo) из-за довольно редкого для итальянцев цвета волос. Известен по выступлениям за клубы «Фоджа» и «Лацио». Чемпион Италии.

## Карьера

#### Клубная
Воспитанник футбольной школы клуба «Про Патрия» . Профессиональную футбольную карьеру начал в 1967 году в основной команде этого же клуба, проведя два сезона, и приняв участие в 36 матчах чемпионата. Своей игрой за эту команду привлек внимание представителей тренерского штаба «Фоджы», к составу которого присоединился в 1969 году. Сыграл за команду из Фоджи следующие три сезона своей игровой карьеры.
В 1972 году перешёл в «Лацио», за который отыграл 4 полных сезона. Играя в «Лацио» выходил на поле в основном составе команды. В составе «Лацио» завоевал титул чемпиона Италии. Играл за римский клуб до своей гибели в январе 1977 года.

#### Международная
В 1974 году дебютировал в официальных матчах в составе национальной сборной Италии. В составе сборной был участником чемпионата мира 1974 года в ФРГ, но не выходил на поле ни в одном матче.
Погиб вечером 18 января 1977 года в Риме из-за неудачной попытки розыгрыша, Ре Чеккони имитировал ограбление ювелирного магазина, но был застрелен его владельцем.

## Достижения
- Чемпион Италии (1): «Лацио»: 1973/74